# 37735 Riccardomuti
37735 Riccardomuti è un asteroide della fascia principale. Scoperto nel 1996, presenta un'orbita caratterizzata da un semiasse maggiore pari a 2,3375392 au e da un'eccentricità di 0,2551217, inclinata di 5,78979° rispetto all'eclittica.
L'asteroide è dedicato al direttore d'orchestra italiano Riccardo Muti.